# Otautau
Otautau – miasto w Nowej Zelandii, na Wyspie Południowej, w regionie Southland.